# Pedro Vianna
Pour les articles homonymes, voir De Almeida et Vianna.
 (avril 2008).
Si vous disposez d'ouvrages ou d'articles de référence ou si vous connaissez des sites web de qualité traitant du thème abordé ici, merci de compléter l'article en donnant les références utiles à sa vérifiabilité et en les liant à la section « Notes et références ».
Pedro Vianna (Pedro Marcos de Almeida Vianna, né le 30 mai 1948 à Rio de Janeiro au Brésil) est un poète français d'origine brésilienne.

## Biographie
Pedro Vianna est né de père officier de l'armée de terre et de mère femme au foyer.
Passionné de lecture depuis la petite enfance - il apprend à lire à l'âge de quatre ans - Vianna découvre le plaisir d'écrire vers ses treize ans. Pendant quelques années, il rédige des contes et de courts récits, puis, à dix-neuf ans s'essaie au théâtre, qu'il choisit comme forme d'expression. Il ne reste pas trace de ces textes de l'adolescence, la serviette où il les rangeait ayant été volée dans sa voiture. La première œuvre qu'il conserve, écrite au début de 1970, est L'assemblée des animaux, qu'il considère comme sa première pièce de théâtre.
Après des études secondaires au Lycée militaire de sa ville natale et une année de classe préparatoire - qu'il suit parallèlement à la terminale - il entre à la faculté des sciences économiques de l'Université fédérale de Rio de Janeiro, où, à la fin de 1969, il obtient le diplôme d'économiste (niveau maîtrise).
Dès son entrée à l'université, en 1966, il enseigne les mathématiques en classe préparatoire et, à partir de 1969, également à la faculté des sciences économiques, d'abord comme moniteur puis comme professeur.
Très tôt, Vianna s'intéresse aux questions politico-sociales (la vie de la polis, la res publica) et déjà, au tout début de son adolescence, il participe à des manifestations et à des campagnes électorales. C'est donc naturellement qu'il participe à l'opposition politique clandestine qui lutte contre la dictature militaire qui sévit au Brésil depuis 1964.
Arrêté par les militaires à la fin de 1970, il parvient à s'échapper et demande l'asile à l'ambassade du Chili, où il séjourne deux mois, avant d'être autorisé à quitter le Brésil.
Arrivé à Santiago du Chili, il travaille comme économiste au sein de l'équipe de planification urbaine d'un office public, tout en poursuivant son activité d'écrivain. Au bout de quelques mois, il démissionne de son poste pour accompagner la préparation de la mise en scène de sa pièce Vingt-cinq ans après, qui traite des questions éthiques en rapport avec l'engagement politique d'une part et la torture d'autre part. Le succès de cette pièce sur la scène chilienne vaut à Vianna quelques propositions, dont, en 1972, celle de créer et de diriger un théâtre au sein de l'université. Il s’agit du Teseo, où il est metteur en scène et formateur d’acteurs.
Très engagé dans le processus politique chilien, il est arrêté le soir même du 11 septembre 1973, jour du coup d'État militaire dirigé par le général Pinochet. Après quarante-cinq jours dans les geôles chiliennes, il est libéré grâce à l'action du Haut Commissariat des Nations unies pour les réfugiés (HCR), soutenue par la grande vague de solidarité internationale à l'égard des victimes du putsch.
Arrivé en France en novembre 1973, Vianna est accueilli par l'association France terre d'asile et hébergé au Foyer des jeunes travailleurs Colonel-Fabien à Bobigny (Seine-Saint-Denis), où, par la suite, il exerce successivement les fonctions de veilleur de nuit, d'animateur et de directeur-adjoint. Parallèlement à ses fonctions de veilleur de nuit, il enseigne la micro-économie à l'université de Paris IX-Dauphine, qu'il quitte ensuite pour assumer ses fonctions d'animateur au foyer.
À la mi-1975, Vianna commence à écrire de la poésie (en français). À la même époque, il s'installe à Paris et travaille à France, terre d'asile en tant que chargé de mission pour l'organisation de l'accueil des réfugiés d'Asie du Sud-Est.
Pour s'occuper de la diffusion de son premier recueil (auto-édité), Poèmes d'amour et de révolution, et pour suivre la première mise en scène en France d'une de ses pièces (Le décret secret),  il quitte France, terre d'asile à la fin de 1976, mais garde un contact étroit avec l'association. À plusieurs reprises, il y revient comme salarié pour des missions ponctuelles et aussi comme militant. C'est ainsi que, entre autres, il participe activement à la création de la Commission de sauvegarde du droit d'asile en 1977. 
En 1982, il entre au conseil d'administration de France, terre d’asile, dont il est le secrétaire général de mai 1994 à décembre 1997.
Dès 1974, il collabore également avec des professeurs de français, d'espagnol, d'histoire et d'économie lors d'activités pédagogiques menées dans des collèges et lycées à Paris et en région parisienne.
De 1977 à 1985, Vianna centre ses activités sur la diffusion de son travail artistique. Il joue dans Le décret secret, crée des spectacles poétiques qu'il met en scène et dans lesquels il dit ses poèmes.
En 1985-1986, à la demande de la Commission de sauvegarde du droit s'asile, il structure et coordonne une campagne nationale pour la défense du droit d'asile, dont une des suites est la concrétisation d'un projet caressé depuis longtemps par France, terre d'asile : la création d'un centre de documentation spécialisé dans le domaine du droit d'asile et des réfugiés. Les six associations à la tête du projet confient alors à Vianna la mission de créer et de diriger Documentation-Réfugiés et sa revue documentaire de même nom. L'ampleur de la tâche le conduit à mettre en veilleuse la diffusion de son travail artistique, qui, de 1987 à 1995, se limite à l'écriture poétique.
À partir de juin 1995, après la fermeture de Documentation-Réfugiés - étouffée financièrement par son principal utilisateur, les pouvoirs publics - Vianna reprend activement la diffusion de sa poésie, tout en donnant des cours de portugais pour une entreprise de formation.
De juillet 1998 à avril 1999, en tant que coordonnateur pédagogique, porte-parole, formateur d’acteurs et acteur, il participe activement à l'exposition interactive jeu de rôle Un voyage pas comme les autres, organisée  par dix associations de défense des droits humains et de soutien aux demandeurs d'asile et réfugiés, en partenariat avec l'Établissement public de la Grande Halle et du Parc de La Villette.
Depuis juin 1998, Pedro Vianna est membre du conseil d'administration de l'association Accueil des médecins et personnels de santé réfugiés en France (APSR). En 1999, il entre au bureau de l'association et, en octobre 2005, il est élu à l'une des deux vice-présidences de l'APSR.
De novembre 1999 à septembre 2015, Vianna est le rédacteur en chef de la revue Migrations-Société, au conseil éditorial de laquelle il participait depuis 1992. Il quitte cette fonction le 30 septembre 2015, car il prend sa retraite ; il demeure cependant membre du conseil scientifique de la revue à laquelle il continue de contribuer. Il est également membre (fondateur) du Groupe de recherches informel et scientifique sur l’asile (GRISA, 1995) et du conseil scientifique de l'association Mémoire active dès sa création en 2001. Il a aussi été membre du conseil scientifique du réseau REMISIS (CNRS) de 1993 à 1995.
De novembre 2004 à décembre 2009, il siège à la Cour nationale du droit d'asile (anciennement Commission des recours des réfugiés) en qualité d'assesseur nommé par le Haut Commissariat des Nations unies pour les réfugiés (UNHCR). L'arrêt de ses fonctions est dû au fait que les règles des agences des Nations unies ne permettent pas aux assesseurs nommés par l'UNHCR de siéger à la Cour pendant plus de cinq années consécutives. 
En tant que président d’Actes de présence, une association d’artistes, il a soutenu, à la fin de 2001, la création de la compagnie de spectacles vivants Éclats de rêve. Il a joué dans des spectacles produits par cette compagnie, pour laquelle il a assuré la mise en scène de Le journal d’un fou de Gogol en 2002 et de Prométhée enchaîné d’Eschyle, en 2004. En 2003, il avait joué le spectacle Ode au 3e millénaire à l'attention des dirigeants du monde entier écrit par Dominique Feniès, mis en scène par Éric Meyleuc et produit par Éclats de rêve.
Poète, auteur théâtral, metteur en scène, diseur et comédien, à ce jour, Vianna a écrit vingt et une pièces de théâtre (en portugais, en espagnol ou en français, certaines avec Éric Meyleuc), dont plusieurs ont été données au Chili, en France, en Finlande, en Italie et en Suède. La version française de l'une d'entre elles a été éditée par l'auteur. Souvent avec É. Meyleuc, il a conçu également une trentaine de spectacles poétiques - dont plusieurs à partir de ses propres poèmes - présentés au Chili, en France et en Italie. Il est l’auteur de cinquante recueils de poèmes (tous en français), dont deux ont été édités par l’auteur, qui a aussi publié les livrets de trois de ses spectacles poétiques. De très nombreux poèmes de Vianna ont été traduits et publiés dans des anthologies, journaux, revues et sites en espagnol, en italien, en portugais, en roumain, en suédois et en tamoul. 
Auteur de divers articles sur les réfugiés et le droit d’asile, il intervient sur ces sujets dans des colloques, rencontres et séances de formation, dont parfois il est l'organisateur. Depuis 2015, il intervient également dans le cadre du mastère international Mobilité humaine coordonné par l'Université de Valence (Espagne), tant comme conférencier (réfugiés, droit d'asile) lors de l'École d'été que comme professeur invité (politiques migratoires comparées et histoire des migrations). Il milite et a des responsabilités dans plusieurs associations qui se consacrent à la solidarité avec les réfugiés, à la défense du droit d’asile et des autres droits humains, à la réflexion sur le droit humanitaire international. 
De 1999 à 2017, il a été président de l’association culturelle Actes de présence.
De juin 2016 à mai 2022, Vianna a été l'un des animateurs de l'émission poétique Rencontres francophones, qui a lieu le deuxième jeudi de chaque mois, dans le cadre de l'émission hebdomadaire L'Onde poétique de l'association L'Ouvre-boîte à poèmes, diffusée sur les ondes d'IdfM98. Au cours de cette émission, Vianna s'entretenait pendant une heure avec un ou une poète écrivant en français mais originaire d'un pays étranger ou des départements d'outre-mer.